# امیکرون عقاب
امیکرون عقاب یک ستاره است که در صورت فلکی عقاب قرار دارد.